# Hesperella lopatini
Hesperella lopatini is een keversoort uit de familie bladkevers (Chrysomelidae). De wetenschappelijke naam van de soort werd in 2005 gepubliceerd door Takizawa.